# Tạp chí Tia Sáng
Tia Sáng là một tạp chí về khoa học và công nghệ của Việt Nam được thành lập vào năm 1991 trực thuộc báo Khoa học và Phát triển, một cơ quan do Bộ Khoa học và Công nghệ Việt Nam quản lý. Đây được xem là nền tảng để giới trí thức và học giả có những tiếng nói đa chiều với cùng chung mục đích là cống hiến cho công cuộc đổi mới và phát triển đất nước Việt Nam.

## Lịch sử
Tia Sáng được thành lập vào ngày 26 tháng 4 năm 1991.
Nhiều bài viết đăng trên Tia Sáng được giới thiệu và thảo luận trên BBC (bản tiếng Việt) như bài viết của Hoàng Tụy về thái độ của "giới trí thức" đối với các vấn đề xã hội ở Việt Nam. Website của Tia Sáng đã bị chính phủ Việt Nam buộc phải ngừng hoạt động vào năm 2009 trong vài tháng vì những bài viết 'nhạy cảm'. Pierre Darriulat - cựu giám đốc nghiên cứu của CERN, là người đóng góp nổi bật cho Tia Sáng, ngoài ra còn có một số cây bút về sau trở thành tù nhân lương tâm như Phạm Đoan Trang, Lê Công Định.
Vào năm 2017, Tia Sáng đã hợp nhất với báo Khoa học và Phát triển, và đến năm 2021 thì có thông tin cho biết hai cơ quan truyền thông này được đề xuất hợp nhất với VnExpress.
Sự ủng hộ của Tia Sáng về tính liêm chính và minh bạch trong khoa học đã dẫn đến việc thành lập Quỹ Phát triển khoa học và công nghệ Quốc gia (NAFOSTED). NAFOSTED là một cơ chế tài trợ khoa học ở Việt Nam giúp các nhà khoa học có nhiều tự do hơn trong nghiên cứu nhưng đòi hỏi chất lượng cao hơn trong sản phẩm khoa học của họ. Tia Sáng còn đồng sáng lập giải thưởng Tạ Quang Bửu vinh danh các nhà khoa học về khoa học cơ bản.